# Мудрость крокодилов
«Му́дрость крокоди́лов» (англ. The Wisdom of Crocodiles) — художественный фильм.

## Сюжет
Загадочному и неотразимому Стивену нужна кровь молодых женщин, чтобы жить. В ней он ищет сущность любви, без этого ингредиента он обречен на медленную гибель.
Он — современный вампир в бесконечных поисках своей единственной возлюбленной. Юные красавицы бессильны перед его чарами, но Стивену нужна та, кто будет любить его беззаветно и страстно.
Когда в жизни Стивена появляется Анна, его чувства впервые находят ответ в её трепетном сердце, но Анна ещё не знает, что своим избранницам в обмен на любовь Стивен может предложить лишь жестокую смерть…

## В ролях
- Джуд Лоу — Стивен Грлч
- Элина Лёвенсон — Энн Лэйблс
- Тимоти Сполл — Инспектор Хейли
- Джек Дэвенпорт — Сержант Рок
- Удо Кир

## Интересные факты
- Джуд Лоу и Джек Девенпорт снялись вместе в фильме «Талантливый мистер Рипли», хотя у актёров не было общих сцен.